# Venjan

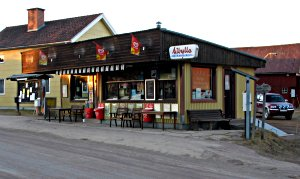
Venjans kiosk

Venjan är en tätort i  Mora kommun och kyrkbyn i Venjans socken, Dalarnas län.  Orten ligger vid Vanåns stränder som har sitt utlopp i Venjanssjön.

## Befolkningsutveckling
| Befolkningsutvecklingen i Venjan 1960–2020 | Befolkningsutvecklingen i Venjan 1960–2020 | Befolkningsutvecklingen i Venjan 1960–2020 | Befolkningsutvecklingen i Venjan 1960–2020 | Befolkningsutvecklingen i Venjan 1960–2020 |
| ------------------------------------------ | ------------------------------------------ | ------------------------------------------ | ------------------------------------------ | ------------------------------------------ |
|                                            |                                            |                                            |                                            |                                            |
| År                                         |                                            |                                            | Folkmängd                                  | Areal (ha)                                 |
| 1960                                       | 1960                                       |                                            | 344                                        |                                            |
| 1965                                       | 1965                                       |                                            | 323                                        |                                            |
| 1970                                       | 1970                                       |                                            | 297                                        |                                            |
| 1975                                       | 1975                                       |                                            | 397                                        |                                            |
| 1980                                       | 1980                                       |                                            | 383                                        |                                            |
| 1990                                       | 1990                                       |                                            | 345                                        | 201                                        |
| 1995                                       | 1995                                       |                                            | 244                                        | 203                                        |
| 2000                                       | 2000                                       |                                            | 249                                        | 203                                        |
| 2005                                       | 2005                                       |                                            | 307                                        | 203                                        |
| 2010                                       | 2010                                       |                                            | 295                                        | 201                                        |
| 2015                                       | 2015                                       |                                            | 226                                        | 213                                        |
| 2020                                       | 2020                                       |                                            | 217                                        | 213                                        |
|                                            |                                            |                                            |                                            |                                            |

Mellan 1870 och 1920 emigrerade närmare 700 personer till USA, vilket var en fjärdedel av byns invånare. Genom kartläggning av genealogen Leif Mörkfors har sedan 2007 flera träffar genomförts för hundratals ättlingar till emigranterna i USA.

## Samhället
I orten ligger Venjans kyrka.